# بترو الطرابلسي
بترو صادق بطرس الطرابلسي (1905 - 1940) شاعر سوري - أمريكي. ولد في نيويورك لأبوين سوريّين من مدينة حمص. عاد به أبوه إلى مدينته وهو في السادسة من عمره، فتعلّم فيها وتثقّف. افتتح محًلا للصياغة. كان محبًا للأدب مولعًا بالشعر وكان إلى جانب أعماله التجارية والمهنية ينظم الشعر وينشر قصائده ومقالاته في جريدة السّائح ومجلّة السّمير لإيليا أبي ماضي. درس الفن الموسيقي والتلحين وله قطع موسيقية وأغاني معروفة، توفي في عمر خامسة وثلاثين في نيويورك ودفن بها. له مجموعة شعرية مخطوطة. 

## سيرته
هو بترو بن صادق بن بطرس بن توما الطرابلسي، ولد في نيويورك سنة 1905م/ 1323 هـ لأبوين سوريّين من مدينة حمص وأسرته أرثوذكسية المذهب عريقة في النسب. في السنة السادسة من عمره عاد به والده إلى بلده حمص وعني بتربيته وتثقيفه، وتولاه المعلم يوسف شاهين، فعلمه اللغة العربية مدة ثلاث سنين. لما شبت الحرب العالمية الأولى اضطر للبقاء في حمص، وتعاطى مهنة الصياغة، وافتتح محلًّا للصياغة سماه القلب الذهبي.

وفي شهر أغسطس سنة 1926م رجع إلى نيويورك واشتغل في حياكة النسيج، ثم عاد إلى مهنته الصياغة، وكان إلى جانب أعماله التجارية والمهنية ينظم الشعر وينشر قصائده ومقالاته في جريدة السائح ومجلة السمير لإيليا أبي ماضي. 

## مهنته الموسيقية
درس الفن الموسيقي ووضع النوتة على فؤاد الحلبي الحمصي قنصل الشيلي في سوريا آنئذ، وقد ألف جوقة فنية وسجل أسطوانات عديدة. ودرس أيضًا أضواء الوضع والتلحين على فنانة زنجية، وله قطع موسيقية وأغاني معروفة، ولما زار الأستاذ سامي الشوا عازف الكمان الشرقي المشهور في أمريكا الشمالية اجتمع به وأثنى على مواهبه الفنية ومقدرته في العزف على الكمان.

## شعره
وصف بأنه كان شاعراً مجيداً ومتفنناً ألمعيًّا، «ورجلاً بكل ما تفسر المواهب الفذة في الرجال.» وله قصائد كثيرة في شتى المناسبات، وهي محفوظة في مجموعة مخطوطة.
 من شعره قصيدته بعنوان الملاح الشجاع فهي تعبر عن مدى طموحه وبطولته وما تعرض له من نحس وشقاء:

## وفاته
توفي في سنة 1940م / 1360 هـ وهـو في سن الشباب، ودفن في نيويورك، وأنجب ولدين هما بترو الصغير وجوني من زوجة تنحدر من أسرة الموصلي الحلبية.